# Front uni (Chine)
Pour les articles homonymes, voir Front uni.
Le Front uni est une stratégie politique et un réseau de groupes et d'individus clés qui sont influencés ou contrôlés par le Parti communiste chinois (PCC) et utilisés pour faire avancer ses intérêts. Il s'agit traditionnellement d'un front populaire qui comprend huit partis politiques légalement autorisés, la Conférence consultative politique du peuple chinois (CCPPC), la Fédération de l'industrie et du commerce de Chine, le Conseil chinois pour la promotion du commerce international, la Fédération chinoise des Chinois de retour d'outre-mer et autres organisations populaires. Sous la direction du secrétaire général du PCC, Xi Jinping, le Front uni et ses cibles d'influence se sont élargis en taille et en portée,,,,. Il comprend notamment le réseau des Instituts Confucius,. Le Front uni est géré principalement par le département du Travail du Front uni (DTFU) mais ne se limite pas uniquement au DTFU. Il englobe de nombreuses organisations de façade subordonnées et leurs affiliés en Chine et à l'étranger telles que l'Association des étudiants et chercheurs chinois, l'Association chinoise pour les contacts amicaux internationaux (CAIFC), la Fondation pour les échanges entre la Chine et les États-Unis (CUSEF),,,, . 
Le Front Uni mène des opérations d'influence politique dans de nombreux pays dans le monde, y compris en France. Les réseaux qu'il contribue à organiser peuvent aussi être utilisés dans le cadre de transferts de technologies, y compris en France. 

## Structure et organisation du Front uni
Selon Emmanuel Jourda, le Front uni regroupe trois dispositifs : un dispositif de pensée sociale, d'organisation du PCC et d'action politique. Alex Joske fait la distinction entre le Front uni lui-même — un ensemble de groupes et personnes contribuant à réaliser les objectifs du PCC —, le travail du Front uni — manifestation des efforts du PCC pour renforcer le Front uni —, le département du Travail du Front uni — un département du Comité central du PCC qui organise et réalise ce travail — et enfin le système du Front uni — le réseau d'entités qui constituent ce Front uni.